# Бута-Буте (район)
Бута-Буте (сесото Butha-Buthe) — один з 10 районів Лесото. Адміністративний центр — Бута-Буте.

## Географія
Район Бута-Буте межує на півночі з провінцією Фрі-Стейт, ПАР, на півдні з районом Лерібе, на південному-сході з районом Мокотлонг. Площа району становить 1.767 км².

## Населення
За переписом населення 2001 року у районі Бута-Буте мешкало 130 000 осіб.

## Адміністративний поділ Бута-Буте

### Округи
5 округів
- Бута-Буте
- Гололо
- Мечачане
- Мотете
- Кало

### Місцеві ради
10 місцевих рад
- Као
- Лікіла
- Лінакенг
- Ліпеланенг
- Ліхобонг
- Макуноані
- Мотенг
- Нтелле
- Секхоб
- Тса-Ле-Молека

| Лесото | Це незавершена стаття з географії Лесото. Ви можете допомогти проєкту, виправивши або дописавши її. |

28°50′ пд. ш. 28°30′ сх. д. / 28.833° пд. ш. 28.500° сх. д.